# عشق شدید
عشق شدید (به انگلیسی: Love Hard) یک فیلم سینمایی کمدی عاشقانه آمریکایی محصول سال ۲۰۲۱ به کارگردانی هرنان جیمنز و نویسندگی دنی مکی و ربکا اوینگ با بازی نینا دوبرو، جیمی او یانگ و دارن بارنت است.

## داستان
داستان دختری در لس‌آنجلس را روایت می‌کند که از طریق برنامهٔ دوست‌یابی با بدشانسی عاشق پسری در محلهٔ ساحل شرقی شده و تصمیم می‌گیرد او را برای کریسمس سوپرایز کند، اما او به این نتیجه می‌رسد که گول خورده و عشق او در واقع در همان شهر زندگی می‌کند و پسری که او را گول‌زده بود به او پیشنهاد می‌دهد که این دو نفر را به یکدیگر معرفی کند ولی به شرطی که او برای تعطیلات تظاهر کند که دوست‌دختر اوست.

## تولید
فیلمبرداری در ونکوور، بریتیش کلمبیا، کانادا از ۵ اکتبر تا ۲۴ نوامبر سال ۲۰۲۰ انجام شد.

## اکران فیلم
این فیلم توسط نتفلیکس در سال ۲۰۲۱ اکران خواهد شد.